# فراری ۱۲۵ اس
فراری ۱۲۵ اس (Ferrari 125 S) خودرویی است که در سال‌های ۱۹۴۷ تولید شده‌است. این فراری طرفداران خاص و زیادی دارند که معمولا دوستداران سبک کلاسیک و قدیمی هستند
این خودرو در کلاس خودرو اسپورت قرار گرفته، طراحی آن خودروهای موتور جلو-محور عقب بوده است.